# Chlorocalymma cryptacanthum
Chlorocalymma es un género monotípico de plantas herbáceas perteneciente a la familia de las poáceas. Su única especie, Chlorocalymma cryptacanthum, es originaria de Tanzania. 

## Descripción
Es una planta anual con tallos de 30 cm de altura; herbácea; ramificada arriba. Hojas no agregadas basales y no auriculadas. Láminas de las hojas lineales (en sentido amplio); estrechas; 3-7 mm de ancho (5 cm de largo); plansa; persistentes. La lígula es una membrana ciliada, truncada. Contra-lígula ausente. Plantas bisexuales, con espiguillas bisexuales; con flores hermafroditas. Las espiguillas todos por igual en la sexualidad. Inflorescencia una falsa espiga, con espiguillas en ejes (un pico que tiene 2-3 pequeños pseudo-racimos ovados, en la cumbre de la caña). 

## Taxonomía
Chlorocalymma cryptacanthum fue descrita por William Derek Clayton y publicado en Kew Bulletin 24: 461. 1970.
Citología
Número de la base del cromosoma, x = 9. 2n = 18 (+ 3B). 